# Експозиция (радиология)
Вижте пояснителната страница за други значения на Експозиция.
Експозицията в радиологията е мярка за йонизиращата способност на лъчение във въздуха. Тя е един от начините за оценка на дозата на йонизиращите лъчения.

## Определение
Експозицията се определя като абсолютната стойност (dQ) на общия електричен заряд на йоните от един и същ знак, които се получават във въздух, когато всичките електрони и позитрони, освободени от фотони в обемен елемент въздух с маса (dm) са напълно спрени във въздуха:
{\displaystyle X={\frac {dQ}{dm}}}
Системната мярка за експозиция е {\displaystyle C.kg^{-1}} (кулон на килограм), а извънсистемната – рентген (R). Връзката между двете мерни единици е:
{\displaystyle 1C.kg^{-1}=3876R}
{\displaystyle 1R\approx {2,58}.10^{-4}C.kg^{-1}}

### Мощност на експозицията
Мощност е нарастването на експозицията (dX) за интервал от време(dt):
{\displaystyle {\overline {X}}={\frac {dX}{dt}}}
Системната мярка за мощност на експозицията е {\displaystyle A.kg^{-1}} (ампер на килограм), а извънсистемната – {\displaystyle R\setminus h} (рентгенчас).

## Норми за експозиция
През 1931 г. Комитетът по защита от рентеново лъчение и гама-лъчението на радия постановява пределно допустима доза (ПДД) за облъчване на хора от 0,2 рентгена на ден. През 1936 г. тя е намалена на 0,1 Р/ден. През 1950 г. Международният конгрес по радиология намалява ПДД на 0,05 Р/ден за гама-лъчение до 3 MeV. През 1959 г. е установена норма от 10 mSv седмично за лица, които работят с радиоактивни материали. Така се преминава към прецизна оценка на погълнатата еквивалентна и ефективна доза йонизиращо лъчение. 
Максимално допустимите дози за външно облъчване на хора при извънредни ситуации – ликвидиране на аварии и отбрана на страната (по време на война) през 2003 г. в Русия са:
- еднократно облъчване (до 4 денонощия) – 50 R;
- до 30 денонощия – 100 R;
- до 3 месеца – 200 R;
- до 1 година – 300 R.

Експозицията е мярка за йонизиращата способност на лъчението във въздуха. Тя не отразява точно погълнатата доза йонизиращи лъчения. Но все пак е очевидно, че колкото по-висока е експозицията в определен район и колкото по-дълго се намира човек в него, толкова по-голяма доза йонизиращи лъчения ще получи. След наблюдения при атомни взривове и аварии, по опитен път са установени следните зависимости между нивата на експозиция и възникването на лъчева болест:
| Експозиция, R | Погълната доза, Gy | Синдром                | Форма                  |
| ------------- | ------------------ | ---------------------- | ---------------------- |
| 100 – 200     | 0,5 – 1            | функционални нарушения | функционални нарушения |
| 100 – 200     | 1 – 2              | костно-мозъчен         | лека                   |
| 100 – 200     | 2 – 4              | костно-мозъчен         | средна                 |
| 200 – 300     | 4 – 6              | костно-мозъчен         | тежка                  |
| 200 – 300     | 6 – 10             | преходен               | много тежка            |
| над 300       | 10 – 20            | чревен                 | много тежка            |
| над 300       | 20 – 80            | токсемичен             | много тежка            |
| над 300       | над 80             | церебрален             | много тежка            |

## Употреба и значение
През 21 век експозицията престава да се използва в практиката, понеже дава твърде обща и неясна представа за погълната доза йонизиращо лъчение. Рентгенът и производната от него мерна единица за мощност на дозата – рентген/час, стават извънсистемни единици. Те обаче имат голямо историческо значение. През 20 век прецизните уреди за измерване на радиацията са скъпи и редки, или изобщо липсват. Много статистически и научни данни за радиоактивност, ядрено оръжие и атомни електроцентрали са документирани с мерните единици Р и Р/ч.